# Gott soll allein mein Herze haben
Gott soll allein mein Herze haben (Dieu seul doit posséder mon cœur) (BWV 169) est une cantate religieuse de Johann Sebastian Bach composée à Leipzig en 1726.

## Histoire et livret
Bach écrivit cette cantate de son troisième cycle annuel de cantates à l'occasion du dix-huitième dimanche après la Trinité et la dirigea le 20 octobre 1726. Pour cette destination liturgique, une autre cantate a franchi le seuil de la postérité : la BWV 96. Les lectures prescrites pour le dimanche étaient 1 Cor. 1: 4–8, les remerciements de Paul l'apôtre pour la grâce de Dieu à Éphèse et Mat. 22: 34–46.
L'auteur inconnu du texte se concentre sur l'amour de Dieu dans les mouvements 2 à 5 et a ajouté dans le sixième mouvement suivi par le choral, un passage sur l'amour du prochain, la troisième strophe du choral Nun bitten wir den Heiligen Geist (en) de Martin Luther. L'auteur relie le premier récitatif à l'aria suivante en introduisant les deux idées dans le récitatif par un vers correspondant de l'aria en épigraphe et en terminant les deux par une récapitulation du premier vers. Le deuxième récitatif est une paraphrase du deuxième livre des Rois 2: 1, Élie élevé au ciel. La deuxième aria est une paraphrase de Évangile selon Jean 1, 2: 15–16, qui tient l'amour de Dieu à part de l'amour du monde.
La seule autre cantate existante pour le dimanche est la cantate chorale Herr Christ, der einge Gottessohn, (BWV 96), composé en 1724.
Comme trois autres cantates de Bach, Geist und Seele wird verwirret, (BWV 35), Widerstehe doch der Sünde, (BWV 54) et Vergnügte Ruh, beliebte Seelenlust, BWV 170, celle-ci est écrite pour alto soliste mais contrairement aux autres, elle fait appel à un chœur pour chanter le choral final. Trois de ces cantates, toutes écrites en l'espace de quelques mois, emploient l'orgue comme instrument obligé, peut-être parce que Bach aimait l'association de la voix d'alto avec le registre de l'orgue. On ne sait pas si Bach chercha des textes adaptés pour une voix solo ou si des textes lui furent « cléricalement imposés », car ils soulignent l'importance de la piété individuelle et suggèrent donc un traitement semblable aux cantates solo.
Le texte est de Martin Luther pour le huitième mouvement et d'auteur inconnu pour le reste.

## Structure et instrumentation
La cantate est écrite pour deux hautbois, taille (hautbois ténor), deux violons, alto, orgue obligato, basse continue, un soliste alto et chœur à quatre voix.
Il y a sept mouvements :
1. sinfonia en ré majeur
2. arioso (alto) : Gott soll allein mein Herze haben
3. récitatif (alto) : Zwar merk' ich an der Welt
4. aria (alto) : Gott soll allein mein Herze haben
5. récitatif (alto) : Was ist die Liebe Gottes?
6. aria (alto) : Stirb in mir, Welt und alle deine Liebe
7. récitatif (alto) : Doch meint es auch dabei mit ereun Nachsten treu
8. choral : Du susse Liebe, schenk' uns deine Gunst

## Musique
Comme pour quelques autres de ses compositions, Bach a réutilisé quelques éléments de pièces antérieures. Le premier mouvement, la sinfonia, et le cinquième mouvement reposent sur un concerto perdu, peut-être pour hautbois et flûte et probablement écrit du temps de Köthen (1717–1723). Ce même concerto est aussi à l'origine du concerto pour clavecin n°2, (BWV 1053) (vers 1739). Selon John Eliot Gardiner, cette œuvre a également pu servir de concerto pour le nouvel orgue Silbermann de l'église Sainte-Sophie de Dresde en 1725. Bach utilisa le premier mouvement du concerto en forme da capo comme introduction instrumentale élargie, attribuant la partie solo à l'orgue, les « tutti » aux cordes et trois hautbois qu'il ajouta pour la cantate. Le premier mouvement pour voix est un arioso accompagné du seul continuo. Bach respecta la minutieuse composition du poète en disposant en arioso les vers de l'aria suivante en devise et conclusion de chaque pensée et leur répondant en récitatif secco. La répétition du vers principal « Gott soll allein mein Herze haben » « fait office de motif rondo » selon Gardiner. Dans l'aria, ce vers apparaît  comme une réminiscence de l'arioso mais en mouvement inverse.
Un simple récitatif secco mène à la deuxième aria qui, comme la sinfonia, est issue du concerto avec les voix bien insérées dans la texture de l'orgue solo et des cordes. Selon Alfred Dürr, l'aria est un exemple de « la façon dont une pièce peut s'enrichir plutôt que s'appauvrir dans le contexte d'une nouvelle œuvre ». Un autre exemple est l'Agnus Dei de la messe en si mineur. Le texte signale un adieu à l'amour du monde : « Stirb in mir, Welt und alle deine Liebe » (Meurs en moi, Monde et tout ton amour avec). La musique est indiquée « siciliano » comme le mouvement lent du concerto pour clavecin et a été considérée comme « un adieu à la vie mondaine » dans une « atmosphère d'une intensité à couper le souffle », et aussi comme « une contemplation mystique d'un amour céleste ». Le caractère de l'aria a été comparé à celui de l'aria de repentance de saint Pierre « Erbarme dich » de la Passion selon saint Matthieu.
Après que le thème de l'amour de Dieu ait été développé en grands détails sur cinq mouvements, le commandement d'aimer aussi son prochain est exprimé par un court récitatif menant au choral qui demande à l'Esprit Saint de l'aider dans cette démarche, « dass wir uns von Herzen einander lieben und im Frieden an einem Sinn bleiben » (de telle sorte que nous nous aimions mutuellement de tout notre cœur et restions unis par la paix).

## Source
- (de) Cet article est partiellement ou en totalité issu de l’article de Wikipédia en allemand intitulé « Gott soll allein mein Herze haben » (voir la liste des auteurs).